# Mike Gansey
Michael Gansey, detto Mike (Parma, 21 dicembre 1982), è un ex cestista e dirigente sportivo statunitense, professionista nella NBDL e in Europa.

## Carriera
Dal 2013 al 2014 è stato general manager dei Canton Charge.

## Statistiche

### College
| Anno      | Squadra            | PG  | PT | MP   | TC%  | 3P%  | TL%  | RP  | AP  | PRP | SP  | PP   |
| --------- | ------------------ | --- | -- | ---- | ---- | ---- | ---- | --- | --- | --- | --- | ---- |
| 2001-2002 | St. Bonav. Bonnies | 30  | 0  | 23,6 | 46,0 | 38,7 | 76,1 | 4,7 | 0,6 | 1,4 | 0,1 | 8,3  |
| 2002-2003 | St. Bonav. Bonnies | 27  | 4  | 28,9 | 46,2 | 40,2 | 83,3 | 5,0 | 1,2 | 0,8 | 0,4 | 13,9 |
| 2004-2005 | WV Mountaineers    | 35  | 35 | 30,6 | 49,8 | 34,6 | 70,4 | 5,1 | 2,9 | 1,6 | 0,2 | 12,0 |
| 2005-2006 | WV Mountaineers    | 33  | 33 | 33,8 | 55,0 | 42,9 | 68,6 | 5,7 | 1,9 | 1,9 | 0,3 | 16,8 |
| Carriera  | Carriera           | 125 | 72 | 29,4 | 50,0 | 39,5 | 72,9 | 5,2 | 1,7 | 1,5 | 0,2 | 12,8 |

### G League
| Anno      | Squadra         | PG | PT | MP   | TC%  | 3P%  | TL%  | RP  | AP  | PRP | SP  | PP   |
| --------- | --------------- | -- | -- | ---- | ---- | ---- | ---- | --- | --- | --- | --- | ---- |
| 2007-2008 | Anaheim Arsenal | 19 | 0  | 9,9  | 37,0 | 18,5 | 69,2 | 1,0 | 0,5 | 0,3 | 0,1 | 2,8  |
| 2009-2010 | Idaho Stampede  | 11 | 1  | 21,1 | 50,0 | 35,9 | 85,7 | 4,3 | 2,2 | 1,5 | 0,2 | 9,6  |
| 2009-2010 | Erie BayHawks   | 27 | 26 | 43,2 | 45,4 | 32,6 | 82,4 | 8,2 | 2,8 | 1,3 | 0,2 | 18,4 |
| Carriera  | Carriera        | 57 | 27 | 27,8 | 45,2 | 31,6 | 81,4 | 5,0 | 1,9 | 1,0 | 0,2 | 11,5 |

## Palmarès
- NBDL Basketball Executive of the Year Award (2017)